# Янсон, Яков Давидович
Яков Давидович Янсон (22 мая 1886, 1886 или 1881, Курляндская губерния — 1 сентября 1938, Коммунарка) — участник революционного движения в России, советский государственный деятель. Член общества политкаторжан и ссыльнопоселенцев (членский билет № 1397) и в Московском отделении общества старых большевиков (членский билет № 358).

## Биография
Родился в усадьбе Грукке в латышской крестьянской семье, по другим данным — в еврейской семье. Образование среднее.
Член РСДРП(б) с декабря 1904 года. В 1905 году принимал участие в вооружённой борьбе против властей в Прибалтике. Делегат V (Лондонского) съезда РСДРП от Риги.
В конце 1907 года был арестован, по приговору суда получил 6 лет каторги, отбывал срок в Рижской центральной, затем — в Орловской каторжных тюрьмах.
В 1914 году выслан на поселение в село Манзурка Верхоленского уезда Иркутской губернии. С 1915 года жил в Иркутске, работал счетоводом.
После Февральской революции избран в 1-й состав Иркутского совета рабочих депутатов. Занимал руководящие должности в советских учреждениях Иркутска. 8 октября 1917 года избран членом городского комитета РСДРП(б), 15 ноября — председателем Иркутского совета рабочих депутатов, 19 ноября — членом Иркутского военно-революционного комитета, затем — председателем комитета советских организаций Восточной Сибири. В феврале-августе 1918 года — член Центросибири, заведовал финансовым отделом, позже — отделом иностранных дел. После установления в Сибири власти Колчака арестован и заключён в иркутскую губернскую тюрьму, откуда освободился осенью 1919 года.
Недолго работал в томском подполье. 16 декабря 1919 года избран председателем Томского губернского революционного комитета (губревкома).

В конце 1919 — 1-й половине 1920 года входил в состав Сибирской миссии, уполномоченный Наркомата иностранных дел РСФСР. С 16 февраля по 15 июня 1920 года — председатель Иркутского губревкома.
С июля 1920 по май 1921 года работал в центральном аппарате Наркомата иностранных дел. С июня 1921 года — член Дальбюро ЦК РКП(б), заместитель министра, затем министр иностранных дел Дальневосточной республики. С 15 ноября 1922 — член Дальревкома.
Занимал ответственные должности в аппарате Наркомата иностранных дел, в 1924 году в составе правительственной делегации принял участие в подписании торгового договора с Италией. На 1925 год состоял в Наркомате внешней торговли СССР, на правах члена его правления. В 1926 году занимал должность торгпреда СССР в Японии. В дальнейшем работал в советском торгпредстве в Англии. Заведующий издательством «Академия» в Москве (1935—1937).
Арестован 3 декабря 1937 года, 4 декабря газета «Известия» сообщила о ликвидации издательства.
Осуждён Военной коллегией Верховного суда СССР и расстрелян на полигоне Бутово-Коммунарка.
Реабилитирован ВК ВС СССР 23 июля 1955 года.

## Известные адреса
Москва, улица Станкевича, д.16/4, кв. 21